# Polska Hokej Liga (2022/2023)
Polska Hokej Liga 2022/2023 – 88. sezon mistrzostw Polski w hokeju na lodzie mężczyzn, po raz 68. przeprowadzony w formie rozgrywek ligowych, a po raz 10. pod nazwą Polskiej Hokej Ligi.

## Organizacja rozgrywek

### Kluby uczestniczące

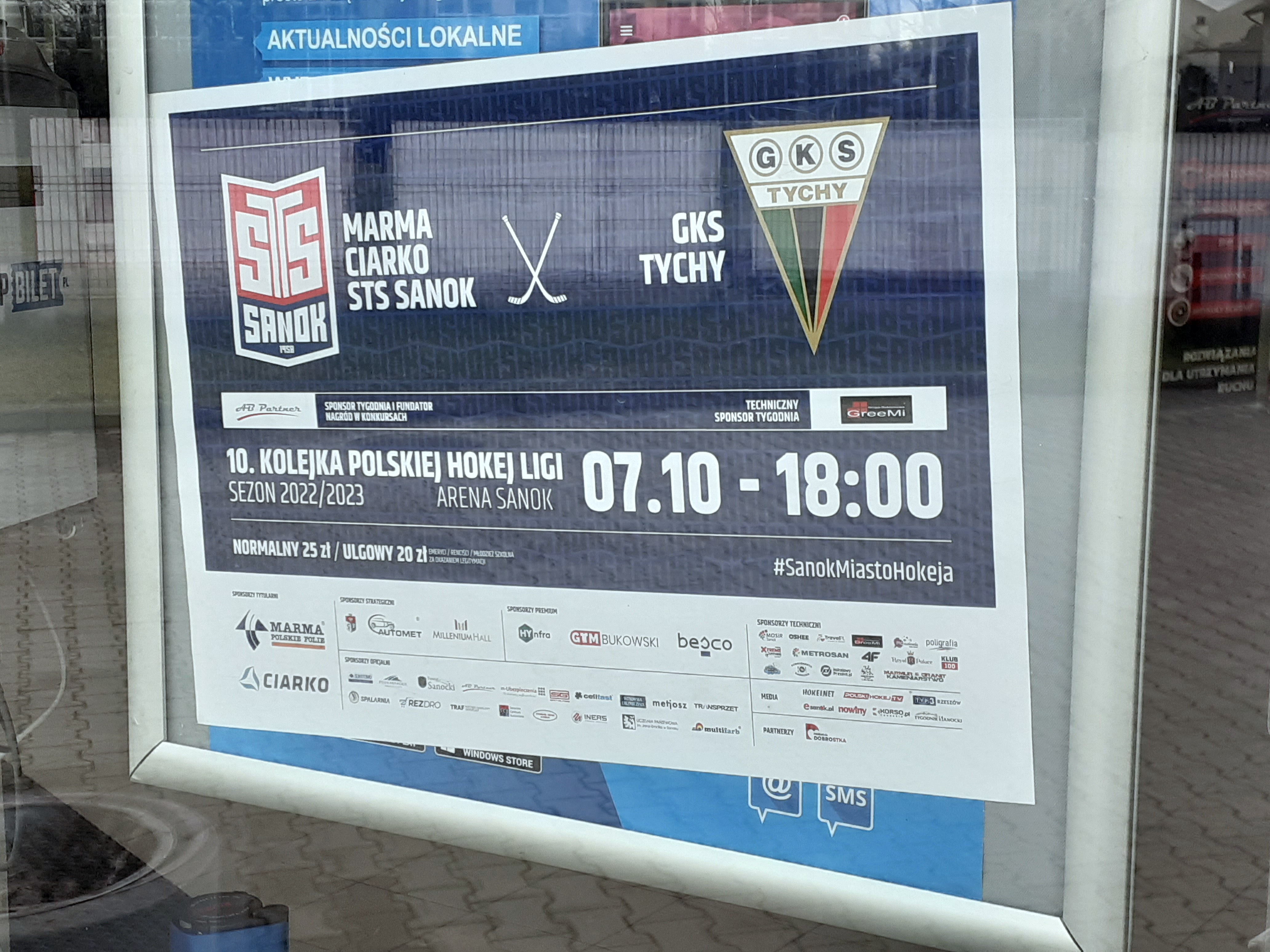
Afisz meczowy STS Sanok – GKS Tychy w sezonie PHL 2022/2023

W związku z inwazją Rosji na Ukrainę z 24 lutego 2022 władze klubów KH Energa Toruń,  Comarch Cracovia, Zagłębia Sosnowiec zadeklarowały, że w sezonie 2022/2023 w barwach ich drużyn nie będą występować rosyjscy zawodnicy (w edycji 2021/2022 hokeiści z Rosji grali w tych zespołach do końca sezonu). Jeszcze w trakcie sezonu PHL 2021/2022 kontrakty z rosyjskimi zawodnikami rozwiązały kluby STS Sanok i GKS Katowice. W związku z inwazją Rosji na Ukrainę w dniu 22 lipca 2022 Ministerstwo Sportu i Turystyki ogłosiło rekomendacje obejmujące warunki dotyczące ewentualnego uczestnictwa zawodników z Rosji i Białorusi we współzawodnictwie sportowym na terenie Polski, wzywając do ich przestrzegania.
W czerwcu 2022 poinformowano, że licencję na występy w sezonie otrzymały kolejno kluby: Re-Plast Unia Oświęcim, JKH GKS Jastrzębie, GKS Katowice, GKS Tychy, Comarch Cracovia.
Wskutek pożaru w zabudowaniach przedsiębiorstwa Ciarko 9 czerwca 2022 i ograniczenia sponsoringu klubu STS Sanok przez tę firmę w dniu 15 lipca 2022 poinformowano, że sanocka drużyna nie zagra w sezonie PHL 2022/2023 i będzie występować w I lidze (MHL) 2022/2023. 20 lipca 2022 podano do wiadomości, że za sprawą starań burmistrza Sanoka, Tomasza Matuszewskiego, uzyskano gwarancje sponsorskie i drużyna STS przystąpi jednak do sezonu PHL.
W mediach informowano o możliwości angażu w PHL ukraińskiej drużyny klubu Sokił Kijów, jednak ostatecznie taki plan nie został zrealizowany.

### Informacje o drużynach
| Klub                             | Prezes                  | Trener               | Asystent trenera    | Kapitan drużyny     |
| -------------------------------- | ----------------------- | -------------------- | ------------------- | ------------------- |
| JKH GKS Jastrzębie               | Kazimierz Szynal        | Róbert Kaláber       | Rafał Bernacki      | Maciej Urbanowicz   |
| KH GKS Katowice                  | Marek Szczerbowski      | Jacek Płachta        | Ireneusz Jarosz     | Grzegorz Pasiut     |
| MKS Comarch Cracovia             | Janusz Filipiak         | Rudolf Roháček       | Dominik Salamon     | Jiří Gula           |
| Tauron KH Podhale Nowy Targ      | Natalia Charyasz (p.o.) | Aleksandrs Beļavskis | Marcel Skokan       | Bartłomiej Neupauer |
| TH Tauron Re-Plast Unia Oświęcim | Mariusz Sibik           | Nik Zupančič         | Krzysztof Majkowski | Krystian Dziubiński |
| Marma Ciarko STS Sanok           | Michał Radwański        | Miika Elomo          | Marcin Ćwikła       | Sami Tamminen       |
| HK Zagłębie Sosnowiec            | Arkadiusz Aleksander    | Piotr Sarnik         | Marcin Kozłowski    | Tomasz Kozłowski    |
| KH Energa Toruń                  | Bogdan Rozwadowski      | Teemu Elomo          | Łukasz Podsiadło    | Kamil Kalinowski    |
| GKS Tychy                        | Krzysztof Woźniak       | Andriej Sidorienko   | Adam Bagiński       | Filip Komorski      |

Uwagi i zmiany
1. Drużyny uszeregowano w zestawieniu wedle kolejności alfabetycznej nazw miast.
2. Wobec wakatu na stanowisku prezesa KH Podhale Nowy Targ początkowo został wymieniony Zdzisław Zaręba, prezes MMKS Podhale Nowy Targ, będącego większościowym udziałowcem KH Podhale[14]. Do końca sezonu funkcję p.o. prezesa pełniła Natalia Charyasz[15].
3. Główni trenerzy drużyn z Sanoka (Miika Elomo) i z Torunia (Teemu Elomo) są braćmi, a pierwsza ich konfrontacja w tej roli nastąpiła w rozegranym awansem meczu 13 września 2022[16].
4. Od początku sezonu szkoleniowcem Podhala był Słowak Juraj Faith, którego odejście ogłoszono 8 listopada 2022[17]. 17 listopada 2022 jego następcą został ogłoszony Łotysz Aleksandrs Beļavskis[18].
5. 23 listopada 2022 ogłoszono, że na stanowisku prezesa Zagłębia Sosnowiec miejsce Łukasza Birka zajął Arkadiusz Aleksander[19].
6. 18 grudnia 2022 ogłoszono zamknięcie Stadionu Zimowego w Sosnowcu, tj. lodowiska drużyny Zagłębia, z uwagi na zalegający na dachu obiektu śnieg i związane z tych zagrożenie[20].
7. Od początku sezonu w lidze uczestniczyła drużyna od nazwą TH Re-Plast Unia Oświęcim, zaś 21 grudnia 2022 poinformowano, że nowa nazwa brzmi TH Tauron Re-Plast Unia Oświęcim[21].
8. 30 stycznia 2023 rezygnację z posady przewodniczącego Wydziału Sędziowskiego PZHL złożył Jacek Rokicki[22].
9. Od początku sezonu głównym trenerem Zagłębia Sosnowiec był Grzegorz Klich, którego rezygnację ze stanowiska przyjęto w klubie 2 lutego 2023, a jego miejsce zajął dotychczasowy asystent Marcin Kozłowski[23]. 8 lutego 2023 jako nowy szkoleniowiec został przedstawiony Piotr Sarnik[24].

## Runda zasadnicza
Faza rundy zasadniczej trwała od 9 września 2022 do 19 lutego 2023, a podczas niej rozegrano 40 kolejek.

### Tabela
| Msc. | Drużyna                          | M  | W  | WpD | WpK | PpD | PpK | P  | G+  | G−  | +/−  | Pkt. |
| ---- | -------------------------------- | -- | -- | --- | --- | --- | --- | -- | --- | --- | ---- | ---- |
| 1.   | MKS Comarch Cracovia             | 40 | 26 | 3   | 1   | 2   | 3   | 5  | 165 | 91  | +74  | 91   |
| 2.   | KS Tauron Re-Plast Unia Oświęcim | 40 | 23 | 5   | 3   | 2   | 0   | 7  | 164 | 91  | +73  | 87   |
| 3.   | GKS Tychy                        | 40 | 21 | 3   | 4   | 0   | 1   | 11 | 128 | 87  | +41  | 78   |
| 4.   | KH GKS Katowice                  | 40 | 22 | 2   | 1   | 4   | 1   | 10 | 128 | 93  | +35  | 77   |
| 5.   | JKH GKS Jastrzębie               | 40 | 18 | 2   | 3   | 2   | 5   | 10 | 114 | 93  | +21  | 71   |
| 6.   | Marma Ciarko STS Sanok           | 40 | 15 | 1   | 3   | 2   | 0   | 19 | 99  | 118 | -19  | 55   |
| 7.   | KH Energa Toruń                  | 40 | 10 | 2   | 1   | 2   | 2   | 23 | 113 | 155 | -42  | 40   |
| 8.   | HK Zagłębie Sosnowiec            | 40 | 7  | 1   | 0   | 3   | 2   | 27 | 81  | 143 | -62  | 28   |
| 9.   | Tauron KH Podhale Nowy Targ      | 40 | 3  | 0   | 0   | 2   | 2   | 33 | 69  | 190 | -121 | 13   |

Legenda:
- Msc. = lokata w tabeli, M = liczba rozegranych spotkań, W = Liczba meczów wygranych, WpD = Liczba meczów wygranych po dogrywce, WpK = Liczba meczów wygranych po karnych, PpD = Liczba meczów przegranych po dogrywce, PpK = Liczba meczów przegranych po karnych, P = Liczba meczów przegranych, G+ = Gole strzelone, G− = Gole stracone, +/− = Bilans bramkowy, Pkt. = Liczba zdobytych punktów
- = Awans do fazy play-off

### Statystyki
Statystyki zaktualizowane po zakończeniu rundy zasadniczej.
| Gole                                | Gole | Asysty                         | Asysty | Punkty                           | Punkty |
| ----------------------------------- | ---- | ------------------------------ | ------ | -------------------------------- | ------ |
| Krystian Dziubiński (Unia Oświęcim) | 22   | Patryk Wronka (GKS Katowice)   | 30     | Patryk Wronka (GKS Katowice)     | 50     |
| Illa Korenczuk (KH Energa Toruń)    | 21   | Bartosz Fraszko (GKS Katowice) | 30     | Bartosz Fraszko (GKS Katowice)   | 49     |
| Patryk Wronka (Cracovia)            | 20   | Grzegorz Pasiut (GKS Katowice) | 26     | Brandon Magee (GKS Katowice)     | 45     |
| Bartosz Fraszko (GKS Katowice)      | 19   | Roman Rác (Cracovia)           | 26     | Grzegorz Pasiut (GKS Katowice)   | 42     |
| Brandon Magee (GKS Katowice)        | 19   | Marek Račuk (Cracovia)         | 26     | Illa Korenczuk (KH Energa Toruń) | 41     |

## Faza play-off
Faza play-off trwała od 22 lutego do 30 marca 2023. Przed I rundą (1/4 finału) drużyny z miejsc 1-3 po fazie zasadniczej mogły kolejno wybrać dowolnego rywala z miejsc 5-8, tym niemniej ich wybory okazały się zbieżne z automatycznym przydziałem par tj. 1-8, 2:7, 3:6, 4-5.

### Wyniki
Ćwierćfinały:
- MKS Comarch Cracovia (1) – HK Zagłębie Sosnowiec (8) 4:0 (22, 23, 26, 27 lutego)
  - MKS Comarch Cracovia – HK Zagłębie Sosnowiec 7:0 (1:0, 4:0, 2:0)
  - MKS Comarch Cracovia – HK Zagłębie Sosnowiec 9:1 (2:1, 4:0, 3:0)
  - HK Zagłębie Sosnowiec – MKS Comarch Cracovia 2:6 (1:2, 1:2, 0:2)
  - HK Zagłębie Sosnowiec – MKS Comarch Cracovia 4:5 (0:2, 1:2, 3:1)
- KS Re-Plast Unia Oświęcim (2) – KH Energa Toruń (7) 4:1 (22, 23, 26, 27 lutego, 2 marca)
  - KS Re-Plast Unia Oświęcim – KH Energa Toruń	5:0 (0:0, 3:0, 2:0)
  - KS Re-Plast Unia Oświęcim – KH Energa Toruń 4:0 (2:0, 1:0, 1:0)
  - KH Energa Toruń – KS Re-Plast Unia Oświęcim 2:5 (2:2, 0:2, 0:1)
  - KH Energa Toruń – KS Re-Plast Unia Oświęcim 6:5 (3:1, 1:3, 2:1)
  - KS Re-Plast Unia Oświęcim – KH Energa Toruń 4:3 (3:0, 1:2, 0:1)
- 'GKS Tychy (3) – Marma Ciarko STS Sanok (6) 4:0 (23, 24, 27, 28 lutego)
  - GKS Tychy – Marma Ciarko STS Sanok 5:4 (1:1, 3:1, 1:2)
  - GKS Tychy – Marma Ciarko STS Sanok 4:2 (1:0, 2:1, 1:1)
  - Marma Ciarko STS Sanok – GKS Tychy 4:5 d.(1:2, 1:1, 2:1, d. 0:1)
  - Marma Ciarko STS Sanok – GKS Tychy 1:3 (0:0, 1:3, 0:0)
- KH GKS Katowice (4) – JKH GKS Jastrzębie (5) 4:3 (23, 24, 27, 28 lutego, 3, 5, 7 marca)
  - KH GKS Katowice – JKH GKS Jastrzębie 5:2 (2:0, 1:2, 2:0)
  - KH GKS Katowice – JKH GKS Jastrzębie 2:6 (1:2, 0:2, 1:2)
  - JKH GKS Jastrzębie – KH GKS Katowice 2:0 (0:0, 2:0, 0:0)
  - JKH GKS Jastrzębie – KH GKS Katowice 1:3 (1:0, 0:2, 0:1)
  - KH GKS Katowice – JKH GKS Jastrzębie 2:3 (0:1, 0:2, 2:0)
  - JKH GKS Jastrzębie – KH GKS Katowice 1:2 d. (0:0, 0:1, 1:0, d. 0:1)
  - KH GKS Katowice – JKH GKS Jastrzębie 6:2 (2:1, 3:1, 1:0)

Półfinały:
- MKS Comarch Cracovia (1) – KH GKS Katowice (4) 3:4 (9, 10, 13, 14, 17, 19, 21 marca)
  - MKS Comarch Cracovia – KH GKS Katowice 5:2 (0:0, 1:1, 4:1)
  - MKS Comarch Cracovia – KH GKS Katowice 1:2 d. (0:1, 0:0, 1:0, d. 0:1)
  - KH GKS Katowice – MKS Comarch Cracovia 2:3 d. (0:0, 2:2, 0:0, d. 0:1)
  - KH GKS Katowice – MKS Comarch Cracovia 3:1 (0:0, 0:1, 3:0)
  - MKS Comarch Cracovia – KH GKS Katowice 4:5 d. (0:1, 2:2, 2:1, d. 0:1)
  - KH GKS Katowice – MKS Comarch Cracovia 4:5 d. (2:2, 1:1, 1:1, d. 0:1)
  - MKS Comarch Cracovia – KH GKS Katowice 0:4 (0:1, 0:1, 0:2)
- KS Re-Plast Unia Oświęcim (2) – GKS Tychy (3) 3:4 (11, 12, 15, 16, 18, 20 marca)
  - KS Re-Plast Unia Oświęcim – GKS Tychy 2:0 (0:0, 1:0, 1:0)
  - KS Re-Plast Unia Oświęcim – GKS Tychy 4:2 (1:1, 1:0, 2:1)
  - GKS Tychy – KS Re-Plast Unia Oświęcim 5:2 (0:1, 0:1, 5:0)
  - GKS Tychy – KS Re-Plast Unia Oświęcim 2:1 (0:0, 1:0, 1:1)
  - KS Re-Plast Unia Oświęcim – GKS Tychy 3:2 (2:2, 0:0, 1:0)
  - GKS Tychy – KS Re-Plast Unia Oświęcim 5:4 d. (2:0, 1:1, 1:3, d. 1:0)
  - KS Re-Plast Unia Oświęcim – GKS Tychy 1:2 (1:0, 0:2, 0:0)

Finał:
- GKS Tychy (3) – KH GKS Katowice (4) 0:4 (25, 26, 29, 30 marca)
  - GKS Tychy – KH GKS Katowice 1:3 (1:1, 0:1, 0:1)
  - GKS Tychy – KH GKS Katowice 1:2 (0:0, 1:1, 0:1)
  - KH GKS Katowice – GKS Tychy 5:2 (0:0, 3:1, 2:1)
  - KH GKS Katowice – GKS Tychy 5:2 (3:0, 0:0, 2:2)

O 3. miejsce:
- MKS Comarch Cracovia (1) – KS Re-Plast Unia Oświęcim (2) 0:2 (27, 29 marca)
  - MKS Comarch Cracovia – KS Re-Plast Unia Oświęcim 2:3 (1:0, 1:1, 0:2)
  - KS Re-Plast Unia Oświęcim – MKS Comarch Cracovia 3:2 (0:0, 0:1, 3:1)

### Statystyki
Statystyki zaktualizowane po zakończeniu fazy play-off.
| Gole                                | Gole | Asysty                        | Asysty | Punkty                         | Punkty |
| ----------------------------------- | ---- | ----------------------------- | ------ | ------------------------------ | ------ |
| Grzegorz Pasiut (GKS Katowice)      | 13   | Pawło Padakin (Unia Oświęcim) | 12     | Grzegorz Pasiut (GKS Katowice) | 19     |
| Hampus Olsson (GKS Katowice)        | 8    | Alan Łyszczarczyk (Cracovia)  | 11     | Alan Łyszczarczyk (Cracovia)   | 18     |
| Roman Rác (Cracovia)                | 8    | Erik Ahopelto (Unia Oświęcim) | 11     | Pawło Padakin (Unia Oświęcim)  | 18     |
| Krystian Dziubiński (Unia Oświęcim) | 7    | Jean Dupuy (GKS Tychy)        | 10     | Hampus Olsson (GKS Katowice)   | 16     |
| Alan Łyszczarczyk (Cracovia)        | 7    | Brandon Magee (GKS Katowice)  | 10     | Patryk Wronka (Cracovia)       | 15     |

### Skład triumfatorów
Skład zdobywcy mistrzostwa Polski – drużyny KH GS Katowice - w sezonie 2022/2023:
| Sztab szkoleniowy: - Jacek Płachta – główny trener - Ireneusz Jarosz – asystent trenera |  | Bramkarze: - Jakub Ciućka - Maciej Miarka - John Murray Obrońcy: - Marcin Kolusz - Maciej Kruczek - David Lebek - Kacper Maciaś - Robert Mrugała - Dawid Musioł - Niko Mikkola - Mateusz Rompkowski - Aleksi Varttinen - Patryk Wajda - Jakub Wanacki |  | Napastnicy: - Mateusz Bepierszcz - Christian Blomqvist - Piotr Ciepielewski - Bartosz Fraszko - Shigeki Hitosato - Patryk Krężołek - Matias Lehtonen - Brandon Magee - Joona Monto - Hampus Olsson - Szymon Mularczyk - Grzegorz Pasiut – kapitan - Jakub Prokurat - Teemu Pulkkinen - Igor Smal - Juraj Šimek |

## Końcowa kolejność
| Lp. | Drużyna                       | Uwagi                              |
| --- | ----------------------------- | ---------------------------------- |
| 1.  | KH GKS Katowice               | Zdobywca Superpucharu Polski 2022. |
| 2.  | GKS Tychy                     | Zdobywca Pucharu Polski 2022.      |
| 3.  | TH Re-Plast Unia Oświęcim     |                                    |
| 4.  | Comarch Cracovia              | 1. miejsce po sezonie zasadniczym  |
| 5.  | JKH GKS Jastrzębie            |                                    |
| 6.  | Marma Ciarko STS Sanok        |                                    |
| 7.  | KH Energa Toruń               |                                    |
| 8.  | HK Zagłębie Sosnowiec         |                                    |
| 9.  | KH TatrySki Podhale Nowy Targ |                                    |